# هانیبال یوسف
هانیبال ژزف (یوسف) Honiball Joseph (زاده ۱۲ دی ۱۳۴۹) موسیقیدان، آهنگساز، رهبر ارکستر، نوازندهٔ پیانو آشوری‌تبار اهل ایران، مدیر پیشین آکادمی موسیقی بن ایل و پایه‌گذار آنسامبل مسایا است. او همچنین مدیر و بنیانگذار بنیاد فرهنگ و هنر گیلگمش و آنسامبل گیلگمش می باشد. وی دانش آموخته ی هنرستان موسیقی، دانشگاه آزاد (مرکز) در شاخه ی موسیقی کلاسیک و دانشگاه CalArts در زمینه ی آهنگسازی و اجرای موسیقی معاصر است. هانیبال سال‌ها بر اجرای موسیقی کلیسای، کرال، موسیقی فولک آشوری، فولک ایرانی و همچنین ترانه سرایی تمرکز داشته‌است.

## زندگی‌نامه
هانیبال یوسف در ۱۲ دی ۱۳۴۹ در مشهد متولد شد. در سال ۱۳۶۵ وارد هنرستان موسیقی شد و با راهنمایی استادانش، ساز ویلن را به عنوان ساز تخصصی انتخاب کرد و نزد بهروز وحیدی آذر به یادگیری آن پرداخت. از دیگر استادان دوران هنرستان او می‌توان از محسن الهامیان، بهزاد داداشی و محمد میرزمانی نام برد. او هم‌زمان با تحصیل در هنرستان موسیقی، آهنگسازی را نزد اساتیدی چون مرتضی حنانه و شریف لطفی فراگرفت. در اسفند ۱۳۶۹ با هدف تحصیل در خارج از ایران به خدمت سربازی رفت، اما این هدف او محقق نشد و پس از چند سال از پایان خدمت سربازی، در سال ۱۳۷۵ در رشته موسیقی، وارد دانشگاه آزاد هنر و معماری شد. این بار ساز پیانو را به عنوان ساز اصلی انتخاب کرد و با استادانی همچون رافائل میناسکانیان، گاگیک بابائیان، دلبر حکیم اُوا، فرهاد فخرالدینی، کامبیز روشن‌روان، مصطفی کمال پورتراب و علی‌اشرف آریانپور به تحصیل هنر ادامه داد. توماس کریستیان داوید و تنگیز شاولوخاشویلی از دیگر موسیقیدانان بزرگی بودند که وی هرچند برای مدتی کوتاه، توانست از دانش و هنر ایشان به ویژه در زمینهٔ آهنگسازی بهره‌مند شود.
هانیبال یوسف موسیقی کلیسایی را به صورت تخصصی در کنار فعالیت‌های دیگرش مانند موسیقی کلاسیک و موسیقی فولک و موسیقی تجربی دنبال می‌کند. او موسیقی معاصر کلیساهای جهان را، هم به لحاظ سبک موسیقی و هم به لحاظ محتوای عبادتی آن سال‌ها دنبال کرده و این ویژگی موسیقی او در ایران کاملاً تازه و بدیع است.
هانیبال در دی ۱۳۹۱ ابتدای ۲۰۱۵ به وین و سپس ایالات متحده آمریکا مهاجرت کرد.
در ایالات متحده آمریکا، «بنیاد فرهنگ و هنر گیلگمش» را به عنوان یک سازمان هنریِ غیرانتفاعی، در تابستان ۲۰۱۵ تأسیس کرد. او «گروه کر ایرانیان آمریکا» را در میان جامعهٔ ایرانی جنوب کالیفرنیا آغاز نمود. این گروه به مدت سه سال تحت نظر ایشان آموزش دیده و رهبری شد. سپس «ارکستر فیلارمونیک گیلگمش» را آغاز کرد و این دو گروه اجراهای متعددی را در شهرهای گوناگون کالیفرنیا ارایه دادند. از مهم‌ترین اجراهای این دو گروه می‌توان به پروژهٔ «آوازهای سرزمین من» اشاره کرد که قطعات فولک اقوام گوناگون ایرانی را به صورت کرال و ارکسترال اجرا می‌کردند.

## فعالیت حرفه‌ای
هانیبال یوسف تدریس موسیقی را از سال ۱۳۶۵ آغاز نمود و به پشتوانه این تجربه، در سال ۱۳۸۱ «آکادمی موسیقی بن ایل» را تأسیس کرد و با کمک همسرش گوهار باغومیان در این مؤسسه به تربیت هنرمندان و موسیقیدانان جوان پرداخت. «آنسامبل مسایا» را در سال ۱۳۷۸ بنیان نهاد اما پس از برگزاری چندین کنسرت، فعالیت آن متوقف شد؛ بعد از چند سال وقفه این بار با همکاری روزبه نجارنژاد آن را احیا کرد و به این ترتیب این‌دو اجراهای متعددی را در کنار هم به روی صحنه بردند. وی چندین سال دبیر یک جشنواره هنری اینترنتی بوده، در حال حاضر مدیریت یک وب‌سایت هنری را نیز به عهده دارد. در سال‌های اخیر، موسیقی شرق و به خصوص موسیقی آشوری توجه او را به خود جلب کرده و در پی آن به خلق آثاری تازه در این زمینه پرداخته‌است. او در سال ۱۳۹۲(۲۰۱۳) با ایجاد ارکستری تلفیقی به اجرای کنسرت تلفیقی آشوری پرداخت. همچنین در همین سال برای اولین بار در ایران ایده ی اجرای بداهه ی موسیقی و نقاشی را با نام دوئت بداهه ی بوم و پیانو «رنگاهنگ» همراه با علیرضا مجابی (م. آذرفر) در موزه هنرهای معاصر تهران و سپس اجرای بداهه ی پیانو و رقص را با نام دوئت بداهه ی بدن و پیانو «تناهنگ» همراه با یاسر خاسب در تئاتر شهر به اجرا درآورد که با استقبال بی‌نظیری مواجه شد. طی سال‌ها، ایده‌پردازی و نوآوری جزئی ناگسستنی از فعالیت‌های او در همه عرصه‌ها بوده‌است و هنرمندان بزرگی چون هانیبال الخاص، از دوران نوجوانی الهام‌بخش او بوده‌اند.

## آثار
- بالاتر از اوج
- به ابر تیره کیهان - آهنگسازی بر شعری از فریدا نوروزی
- مریم - آوه ماریای شرقی - شعر و آهنگ از هانیبال یوسف
- سرود شکر گزاری- آهنگسازی بر تم کلیسایی
- در این دنیای مغموم و فانی- آهنگسازی بر تم کلیسایی
- افسانهٔ شامیرام و نینوس- آهنگسازی بر تم قدیمی آشوری
- ترانه بازیگر- شعر افشین مقدم- ترانه‌ای برای جشن بازیگر خانه نمایش
- اگر ماه بودم- آهنگسازی بر شعری از فریدون مشیری
- ستاره - ترانه ای برای جوانانی که می‌خواهند خواننده شوند
- فال زندگی - برای کودکان کار
- قمری - قصهٔ دلتنگی یک مهاجر
- آشور بانیپال - ترانه ای در وصف پادشاه بزرگ آشور که برای اجرا در نمایشگاه آشور بانیپال در موزهٔ بریتانیا ساخته شده
- روندو برای هیچ - قطعه ای برای خوانندگان تک خوان، گروه کر و ارکستر سازهای زهی بر فلسفهٔ «هیچ»
- چاردنس - قطعهٔ کلاسیک

## کنسرت‌ها
- کنسرت آنسامبل مسایا به مناسبت استقبال از سال ۲۰۰۰ میلادی (نهران و ارومیه) سال ۱۳۷۸ در کلیسای کاتولیک حضرت یوسف، کلیسای ارمنی زبان نارمک، کلیسای پنطیکاستی آشوریان، و در تالار اجتماعات کلیسای کاتولیک شهر ارومیه
- کنسرت سفیران مسیح (تهران) ۱۳۷۹ کلیسای مرکزی جماعت ربانی
- اجرای موسیقی در همایش آسمانی آشوریان ۱ و ۲ و ۳ در تالار ویلیام دانیال - انجمن آشوریان تهران
- کنسرت آنسامبل مسایا به مناسبت کریسمس ۲۰۰۴ در تالار رودکی سال ۱۳۸۳[۱۰]
- کنسرت آنسامبل مسایا به مناسبت کریسمس ۲۰۰۵ در تالار فرهنگ سرای شفق سال ۱۳۸۴
- حضور و اجرای آنسامبل مسایا در هلند و ترکیه ۲۰۰۶
- اجرای آنسامبل مسایا در مراسم انتصاب عالیجناب اسقف آزاد مارشال در کلیسای اسقفی تهران ۲۰۰۷–۱۳۸۶/[۱۱]
- کنسرت آنسامبل مسایا در تالار کلیسای اسقفی تهران ۲۰۰۷–۱۳۸۶
- کنسرت آنسامبل مسایا در کلیسای مرکزی جماعت ربانی تهران ۲۰۰۸–۱۳۸۷
- رسیتال موسیقی کلاسیک در کلیسای آلمانی‌های تهران ۲۰۱۰–۱۳۸۹
- کنسرت آنسامبل مسایا در تالار وحدت ۲۰۱۱–۱۳۹۰[۴]
- برگزاری جشن هنر ویژه مسیحیان در سال‌های ۲۰۰۷–۱۳۸۷ و ۱۳۸۸–۲۰۰۸
- کنسرت آنسامبل مسایا ۲۰۱۴ - تجربه‌ای در موسیقی گاسپل- تالار وحدت
- برگزاری پروفورمنس‌های خیابانی به صورت بداهه در بستر معماری‌های مدرن شهر تهران و با دیالوگ بین پیانو و دیگر هنرهای زیبا
- دوئت بوم و پیانو[۱۲]
- «رنگاهنگ» در فضای باز موزهٔ هنرهای معاصر ۲۰۱۳[۱۳]
- دوئت بدن و پیانو «تناهنگ» درفضای باز تئاتر شهر ۲۰۱۴
- مؤسس و دبیر جشنواره هنر مسیحیان ایران در سال‌های ۲۰۰۷–۱۳۸۷، ۲۹۹۸–۱۳۸۸، ۲۰۰۹–۱۳۸۹